# Urso-pardo
O urso-pardo (Ursus arctos) é um mamífero omnívoro da família dos ursídeos. É o urso de mais ampla distribuição geográfica dentre todos os membros vivos de sua família. É um dos maiores carnívoros terrestres da atualidade, rivalizado em tamanho corporal apenas com seu parente próximo, o urso-polar, que é muito menos variável em tamanho e maior devido a isso. Existem várias subespécies reconhecidas, muitas das quais são bem conhecidas em sua área de ocorrência.
O urso-pardo habita em partes da Rússia, Ásia central, China, Canadá, Estados Unidos (principalmente o Alasca), Escandinávia e região dos Cárpatos (especialmente a Romênia), Anatólia e Cáucaso. O urso-pardo é reconhecido como o animal nacional e estadual em vários países europeus.
Embora a população de ursos-pardos tenha encolhido e a espécie tenha enfrentado extinções locais, ainda é considerado um espécie pouco preocupante pela União Internacional para a Conservação da Natureza (UICN), com uma população total estimada em 200 mil ursos-pardos. A partir de 2012, o urso pardo e o urso negro americano são as únicas espécies da família dos ursídeos que não são classificadas como ameaçadas de extinção pela UICN. No entanto as subespécies da Califórnia, norte africana (urso do atlas) e mexicanas foram caçadas até a extinção no século XIX e início do século XX, e muitas subespécies do sul da Asia sofrem grande risco de extinção. O urso marrom do Himalaia, uma das menores subespécies, está em perigo crítico de extinção, ocupando apenas cerca de 2% de sua distribuição geográfica original e ameaçado pela caça ilegal.

## Características de vida

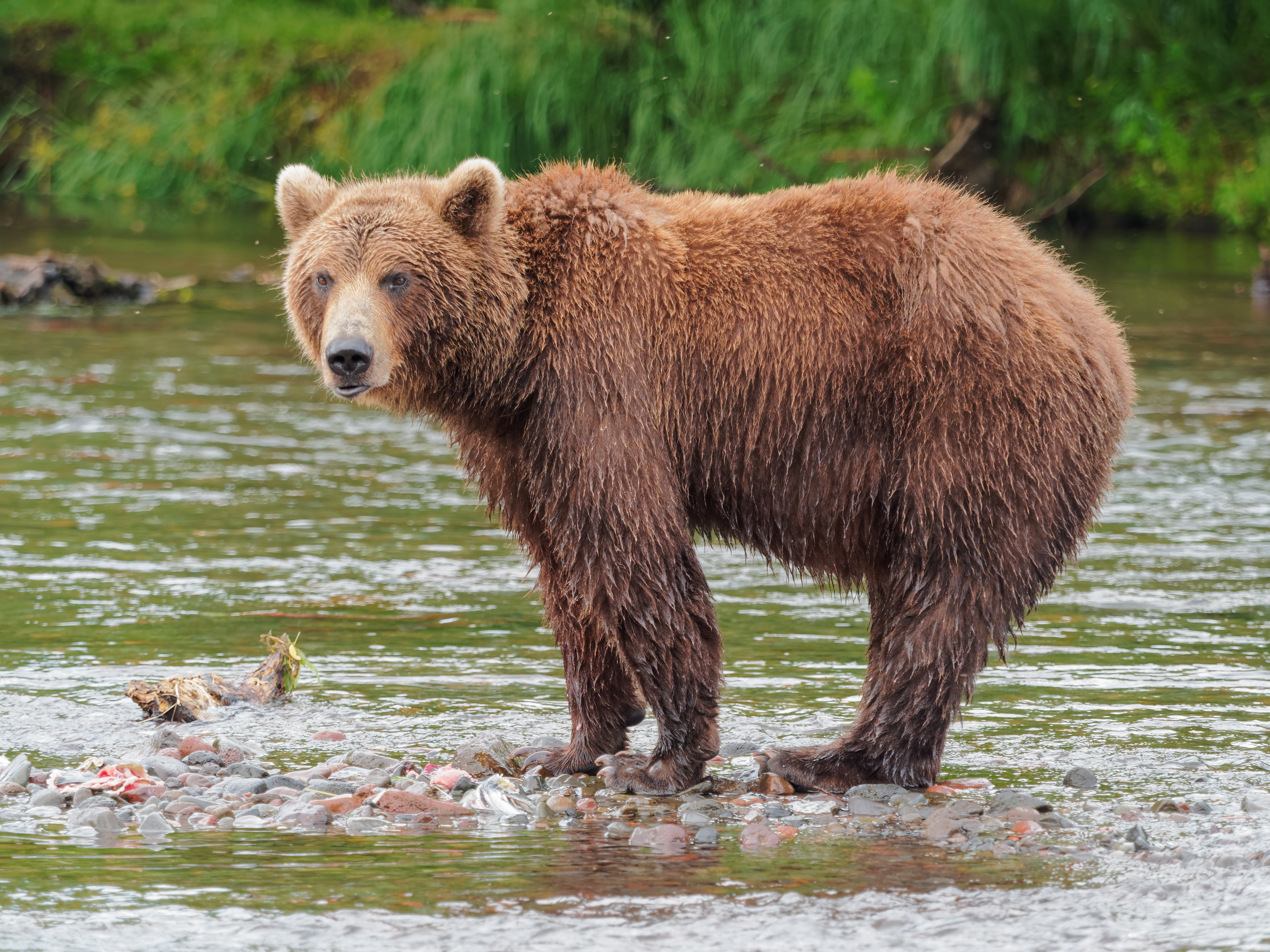
Urso-pardo

O urso-pardo é um animal solitário, sabe conviver pacificamente quando existe abundância de alimento. Durante o inverno, ele busca covas e cavernas para entrar em estado de letargia, que pode durar até sete meses. Durante esse período, sua temperatura corpórea cai levemente (32 °C a 35 °C), e sua respiração e batimentos cardíacos diminuem drasticamente de ritmo. Também não come, não urina e não defeca neste período de hibernação utilizando energia apenas de sua gordura acumulada. O urso-pardo vive de 25 a 30 anos (máximo conhecido em estado selvagem é de 34 anos e em cativeiro é de 47 anos). Medem de 1,70 m a 2,50 metros de altura, e cerca de 3 metros em pé.

## Características
O urso pardo é o mais variável em tamanho dentre todos os Ursídeos vivos. Tamanho e peso variam consideravelmente de acordo com a subespécie, ou sazonalmente, em vista de que quando saem da hibernação na primavera estão relativamente magros, devido a falta de forrageamento durante a letargia, ou quando estão na época de acúmulo de gordura, para se preparar para a hibernação. portanto, um urso pardo deve ser pesado na primavera e no outono para se ter uma ideia de seu peso médio anual.
Em média um urso pardo adulto tem um comprimento total (incluindo a cauda), de 1,4 a 2,8 e uma altura no ombro de 70 cm a 1,53 m, sua cauda é curta como na maioria dos ursos, variando entre 6 a 22 cm de comprimento. O peso médio de ursos machos adultos de 19 populações de todo mundo e várias subespécie (incluindo de grande e pequeno porte) foi de 217 kg, enquanto para as fêmeas adultas de 24 populações foi de 152 kg. O urso-de-Kodiak que vive no Alasca, é geralmente muito maior, o maior espécime tinha cerca de 751kg.

## Dieta
O urso-pardo é um animal omnívoro. Sua dieta abrange vários tipos de alimentos, incluindo aves, reptéis, anfíbios, mariposas, larvas, frutas, frutas silvestres, legumes, mel, peixes, carniça, invertebrados, pequenos roedores, focas e grandes animais como cavalos, vacas, porcos, bodes, antílopes e cervos como os alces e renas, além de restos de alimentos que são encontrados em piqueniques ou em lixos, como fazem os gatos, guaxinins, cães de rua e cães ferais.
Normalmente, evitam a presença de seres humanos, mas, uma vez que um urso-pardo equaciona homem igual a fonte de alimento, seja se alimentando de lixo ou sendo alimentado por turistas, ele pode se tornar um animal perigoso. Animais que desenvolvem hábitos alimentares dependentes da presença humana acabam normalmente sendo mortos pelas autoridades.

## Em Portugal
O urso pardo, provavelmente extinguiu-se entre o século XVII e XIX embora no século XX alguns foram vistos temporariamente, vindos das serras de Espanha. O último urso foi abatido, numa montaria de populares a 2 de dezembro de 1843, na Serra da Mourela, no Gerês; o corpo do animal foi depois levado para Montalegre, para ser exibido. Esse urso seria já um animal errante, que se aventurou para o lado de cá da fronteira (ainda hoje há uma população considerável no norte de Espanha). Enquanto espécie com uma população reprodutora no nosso país, ter-se-á extinguido no século XVII.
Em 2005 foram encontradas pegadas de urso-pardo em Peña Trevinca a apenas cerca de 20 km de Portugal (Parque Natural de Montesinho). Acredita-se que durante os últimos anos, o êxodo rural, o aumento da área de carvalhal e do número de ungulados selvagens, foi favorável à expansão do urso-pardo, nesta região da Península Ibérica.
Ramón Grande Del Brio refere-se a Portugal, na sua obra (1994-2000) «Informe sobre el oso pardo y las montañas Galaico-Leonesas»: «Parece inegável o perigo que representa para os ditos plantígrados uma dispersão excessiva em áreas boscosas nas províncias de León, Ourense, Zamora e possivelmente também, de alguns pontos do Norte de Portugal.»
Parece então plausível colocar a possibilidade de o urso-pardo por vezes, entrar em Portugal, uma vez que um urso-pardo pode percorrer em um só dia mais de 20 km.
Em 2010, depois de uma alteração legal, foram recolhidos três ursos-pardos que estavam a ser usados numa companhia de circo em Marco de Canaveses. Por estarem a viver em condições pouco dignas foram entregues à ADFP de Miranda do Corvo que lhes preparou casa no Parque Biológico da Serra da Lousã, distrito de Coimbra. Estão instalados a partir da Páscoa de 2011.

## Subespécies
Existe debate entre os taxonomistas sobre o número de subespécies de urso-pardo existentes. A lista a seguir contém + de 23 subespécies, incluindo extintas (indicadas pelo símbolo †), embora algumas delas não sejam amplamente reconhecidas pela comunidade científica. Apenas 16 foram consideradas por Wilson e Reeder, no livro Mammal Species of the World.

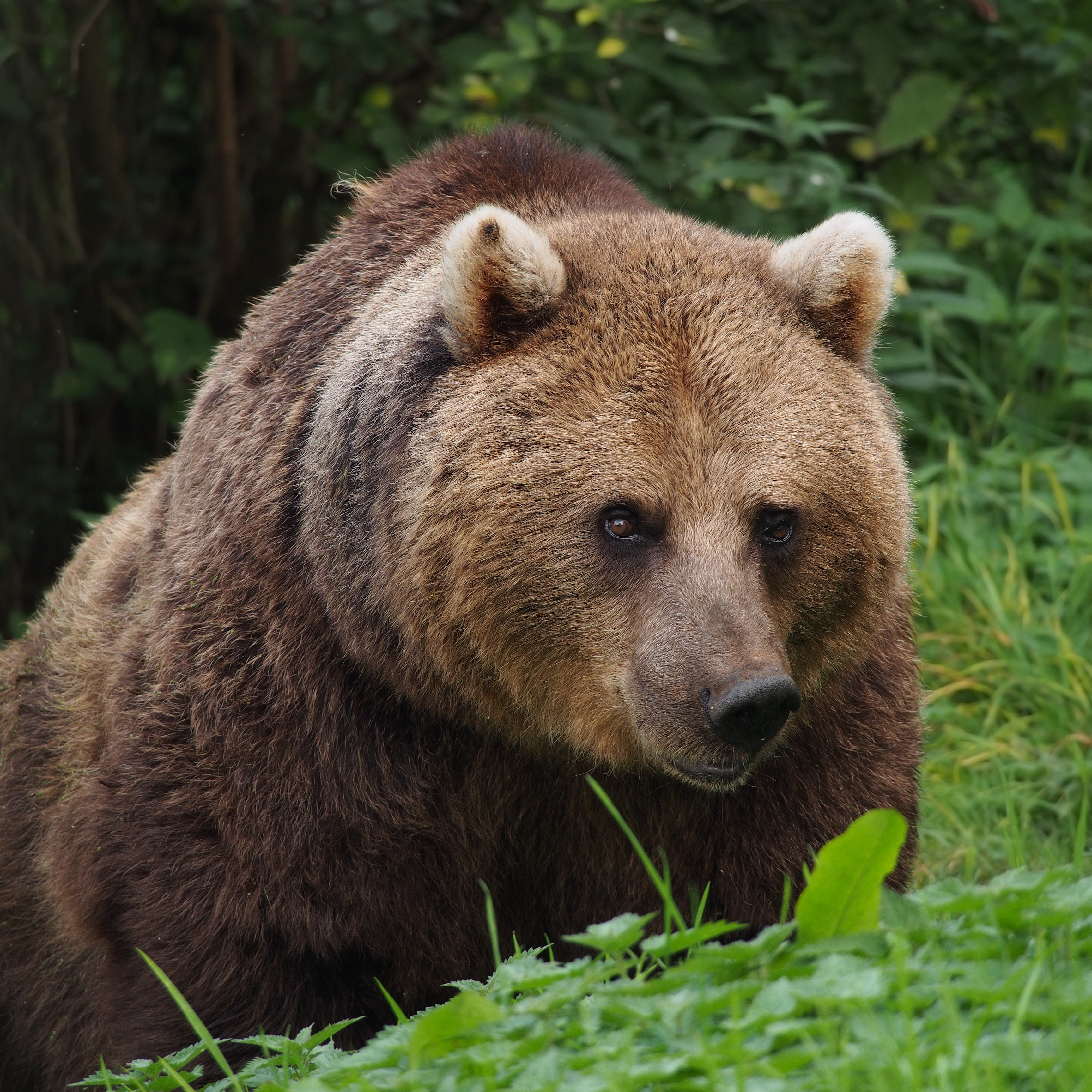
Ursus arctos arctos — Urso-pardo-europeu
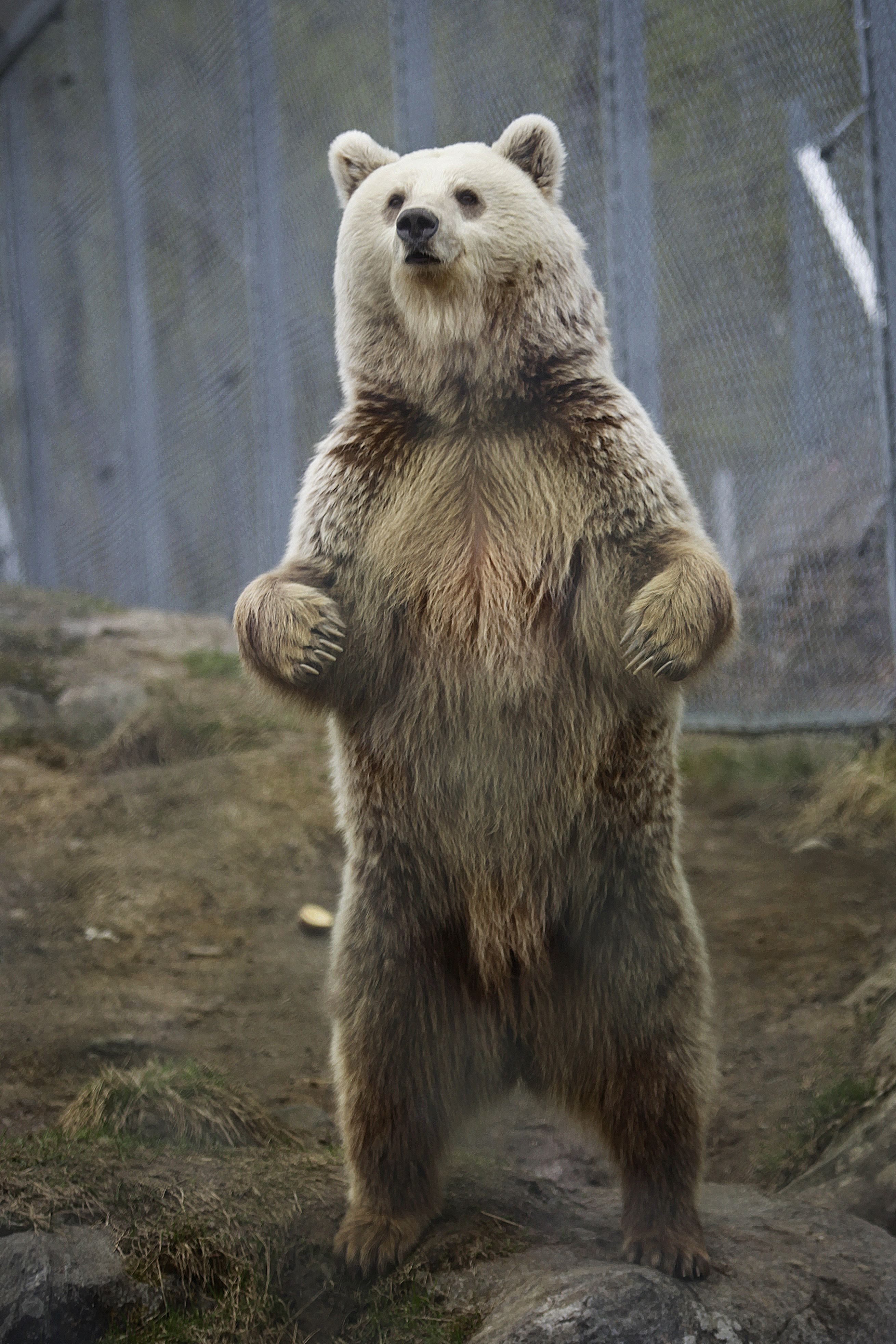
Ursus arctos alascensis — Urso-pardo-do-alasca
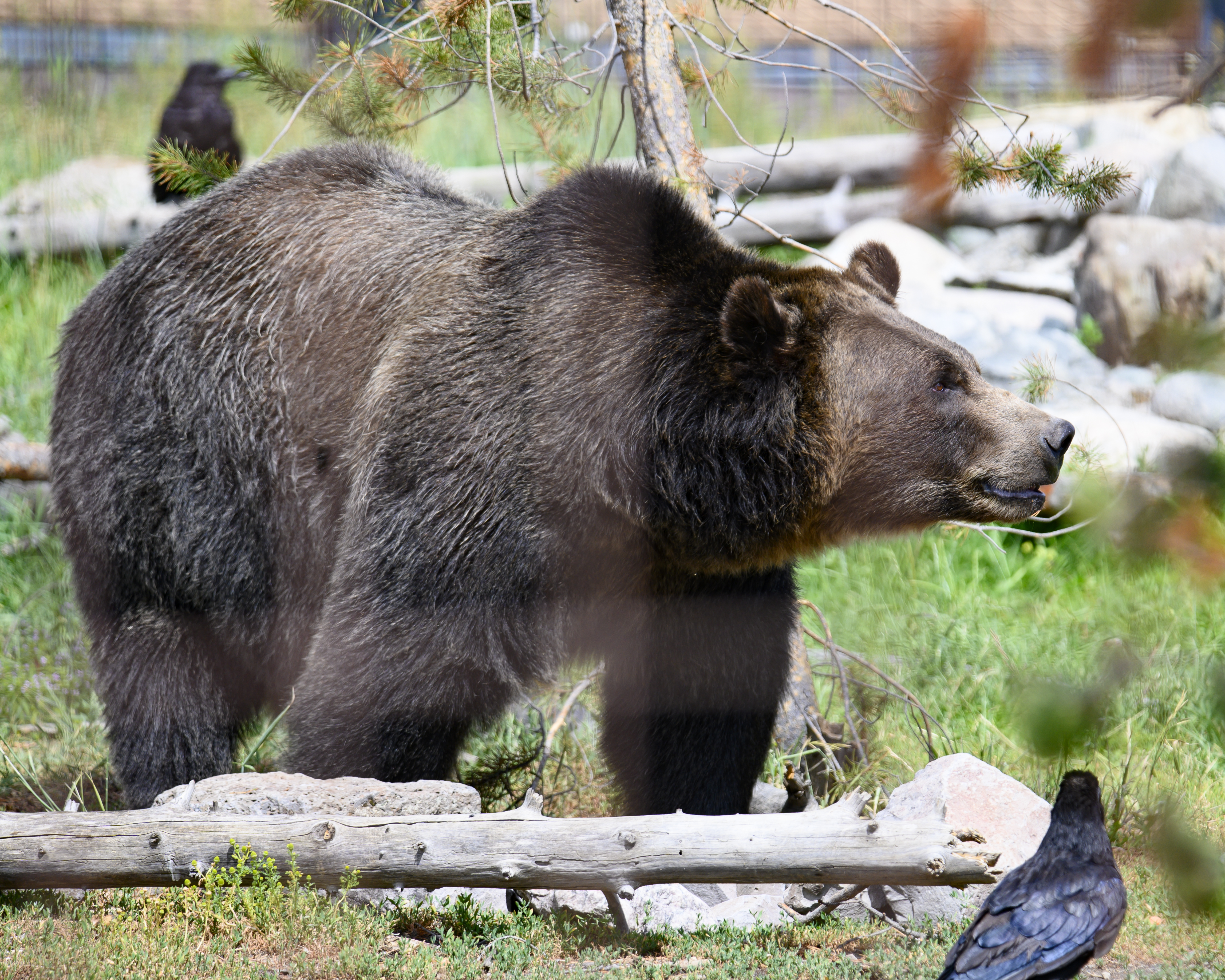
Ursus arctos beringianus — Urso-pardo-de-kamchatka
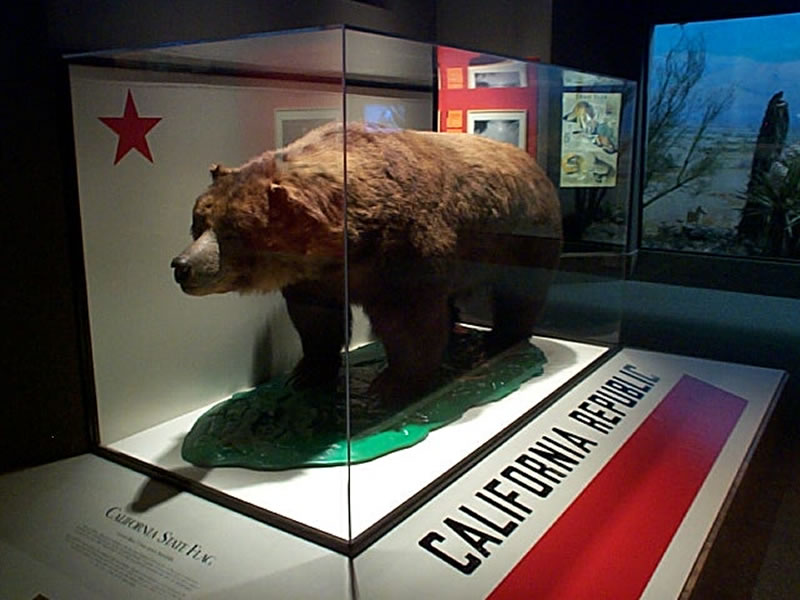
†Ursus arctos californicus — Urso-dourado-da-califórnia
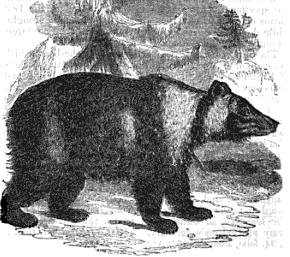
Ursus arctos collaris — Urso-pardo-siberiano
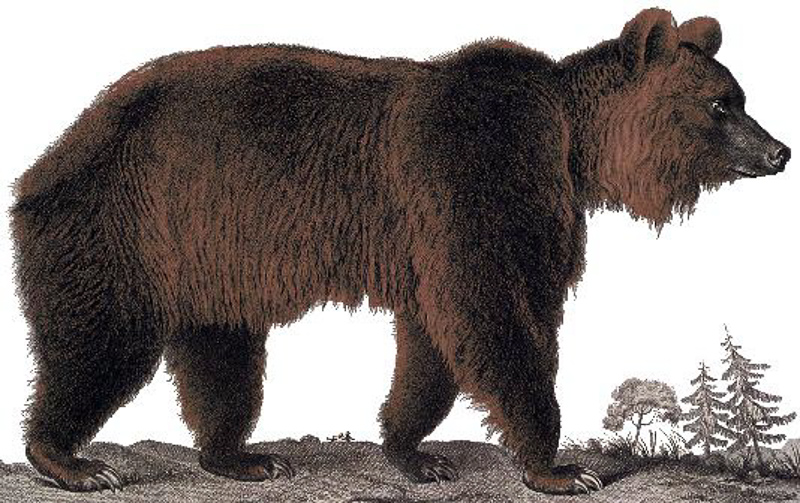
†Ursus arctos crowtheri — Urso-do-atlas
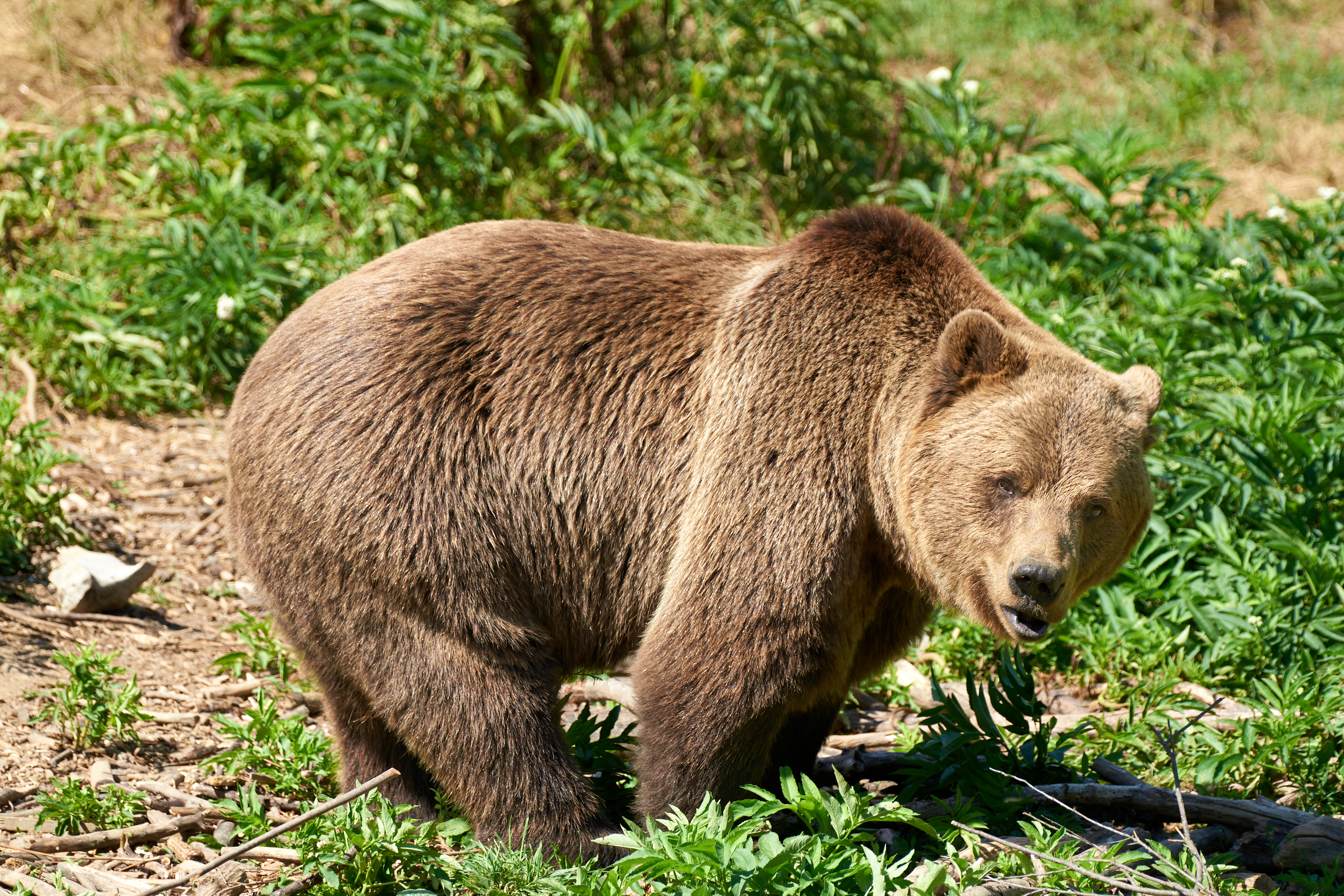
Ursus arctos dalli — Urso-pardo-de-dall
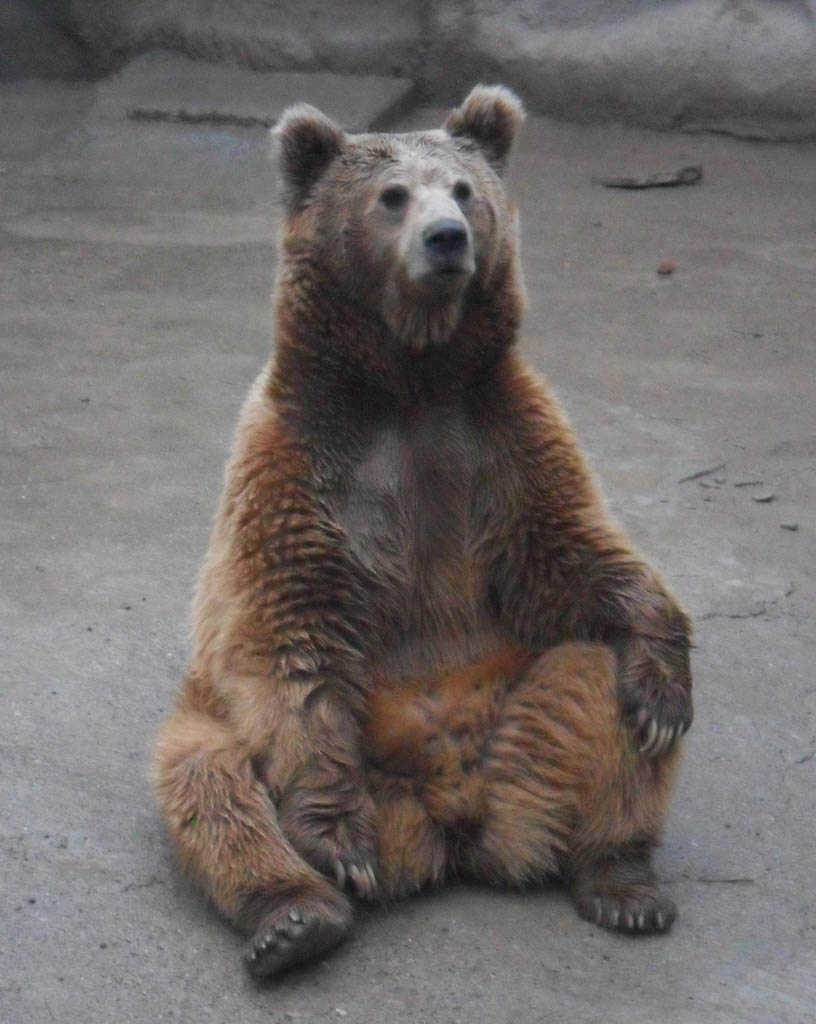
Ursus arctos gobiensis — Urso-de-gobi
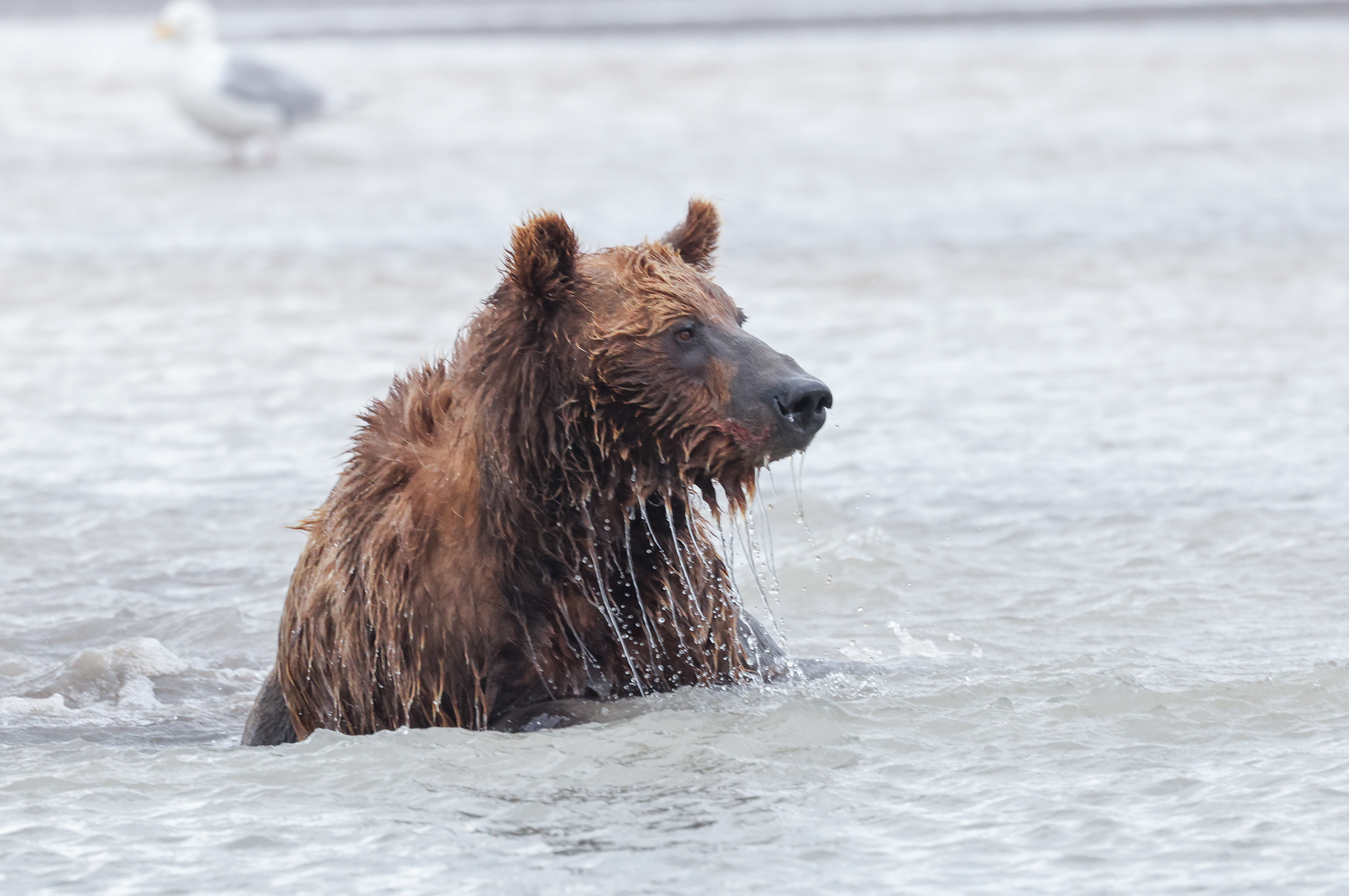
Ursus arctos gyas — Urso-pardo-da-península-do-alasca
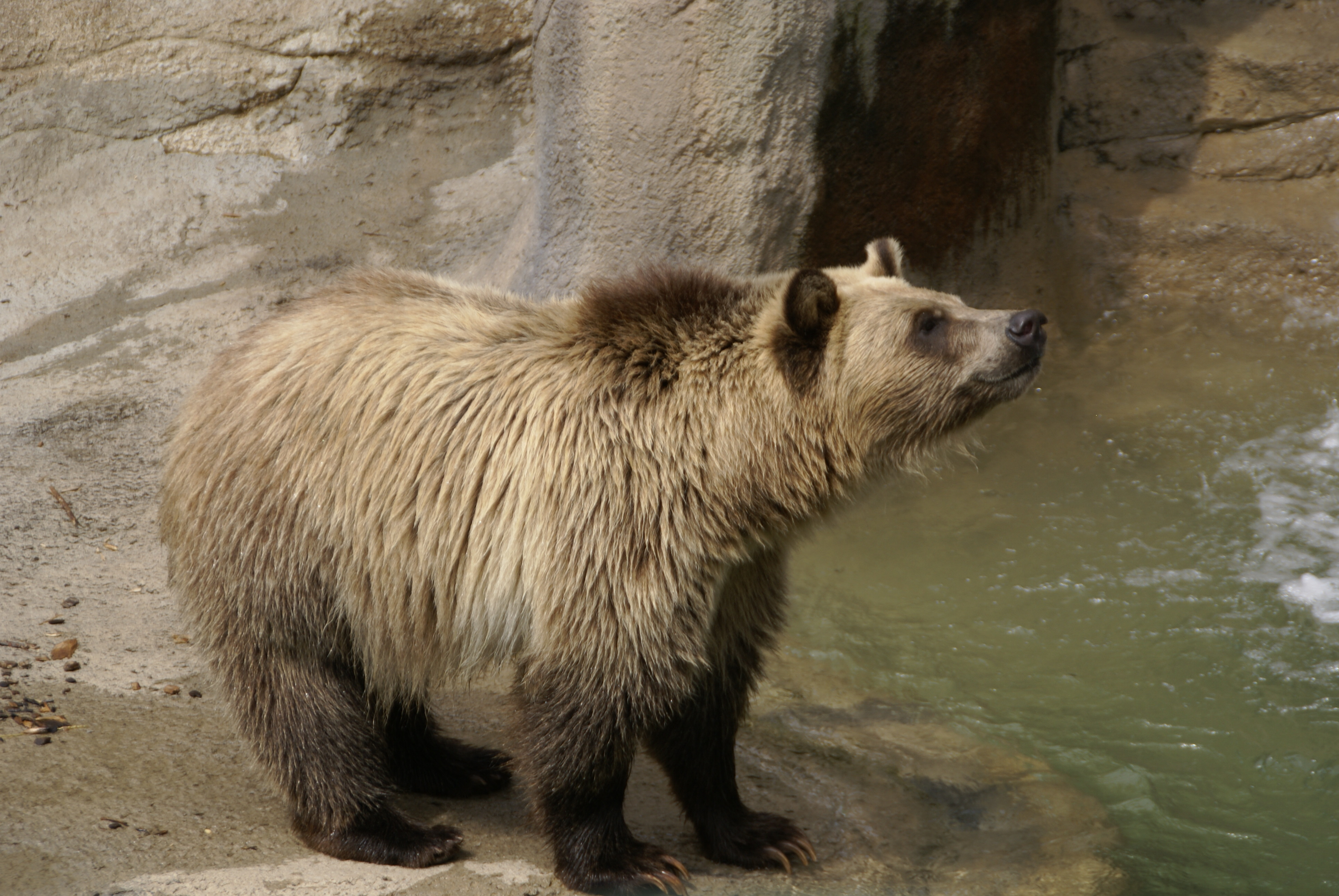
Ursus arctos horribilis — Urso-cinzento ou urso-grizzly
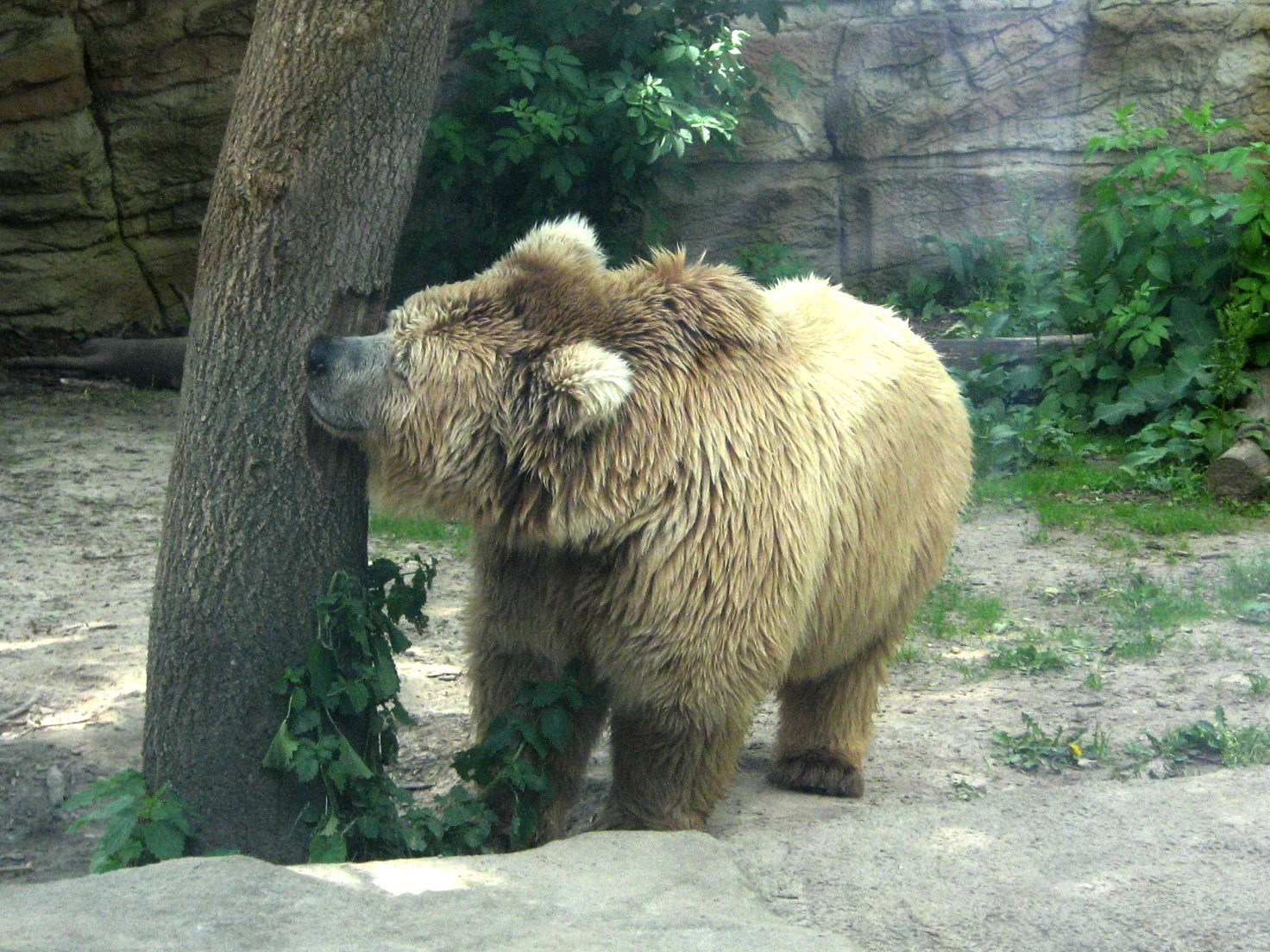
Ursus arctos isabellinus — Urso-pardo-do-himalaia
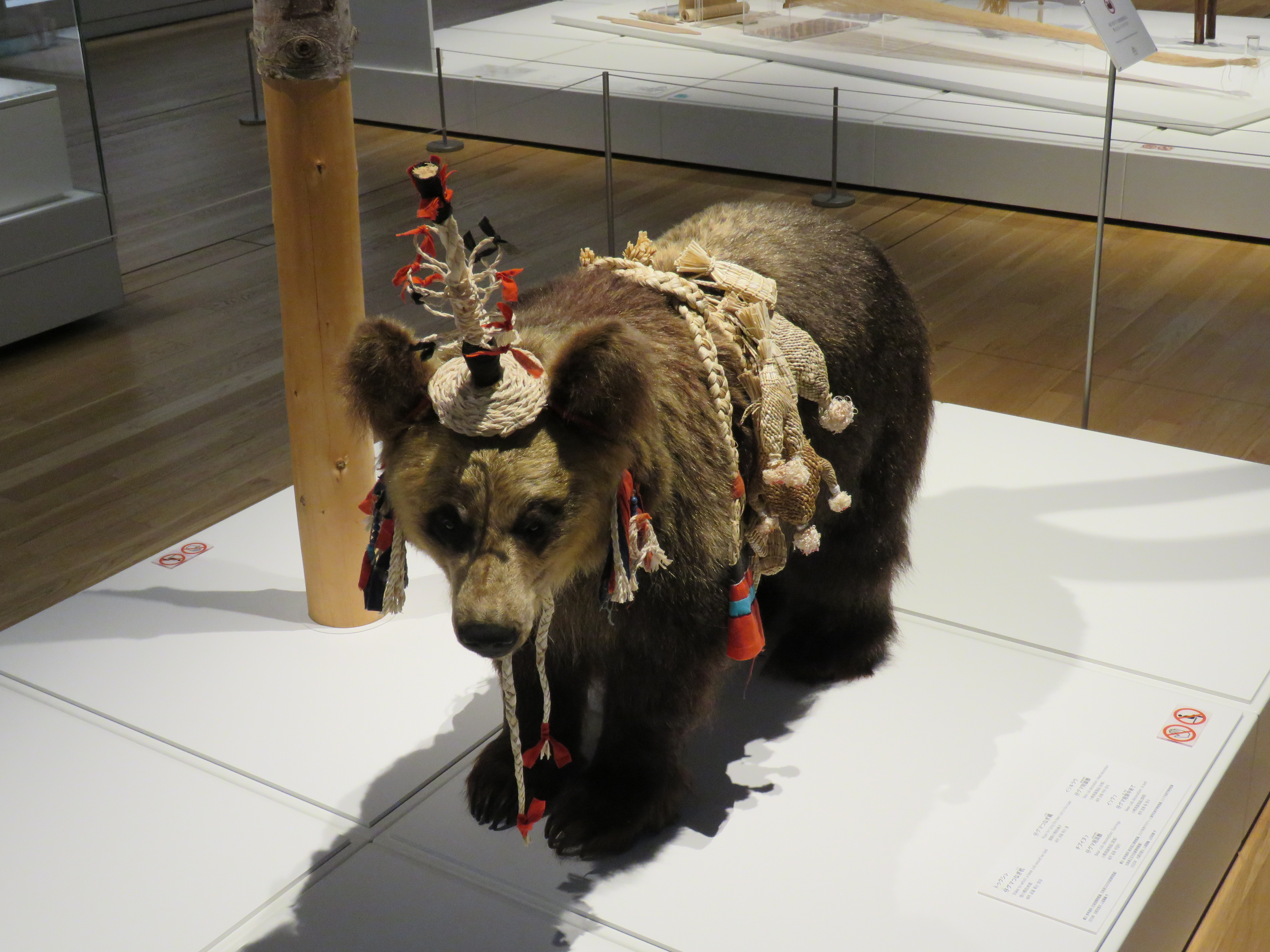
Ursus arctos lasiotus — Urso-pardo-de-ussuri
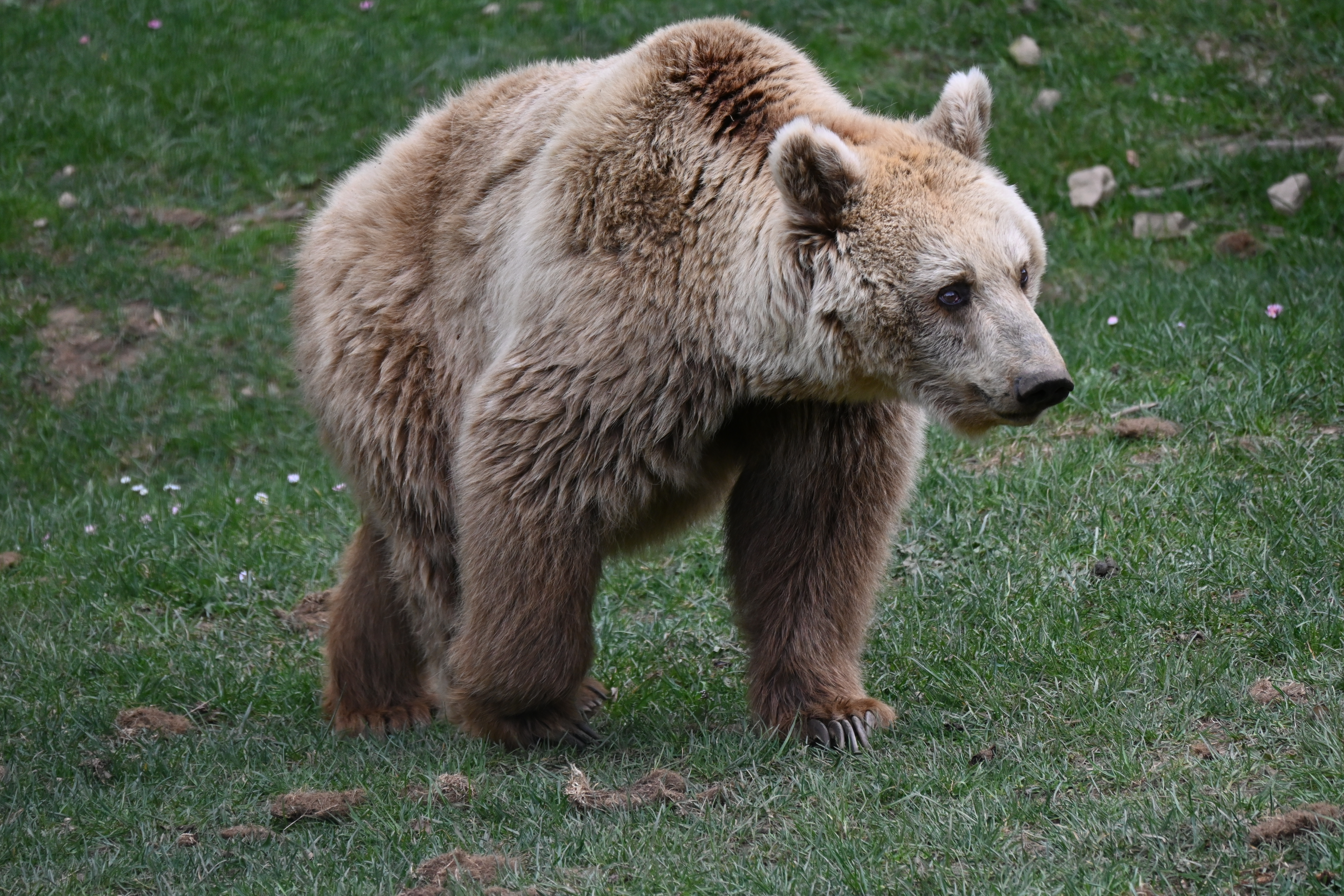
Ursus arctos marsicanus — Urso-marsicano
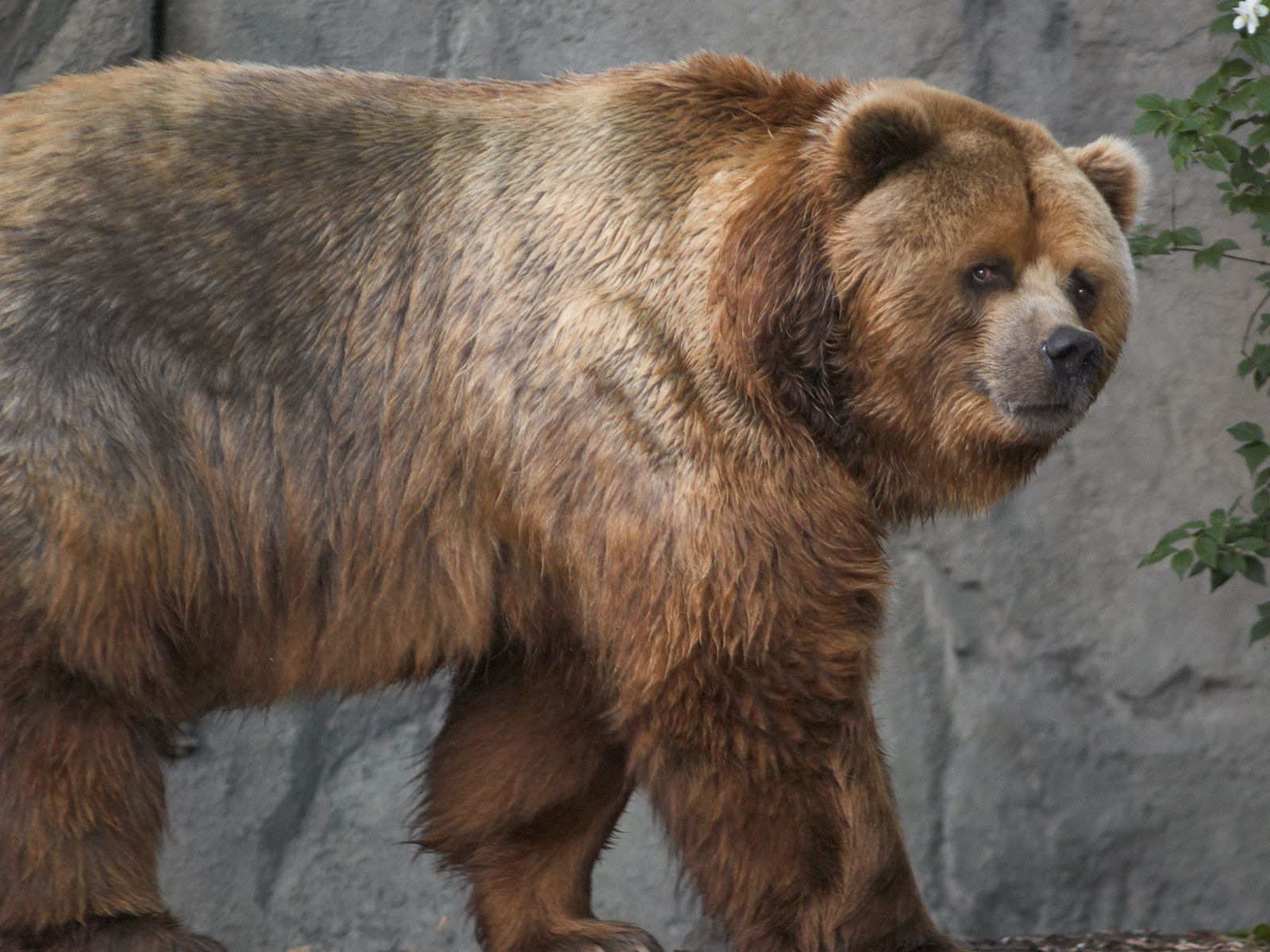
Ursus arctos middlendorffi — Urso-de-kodiak
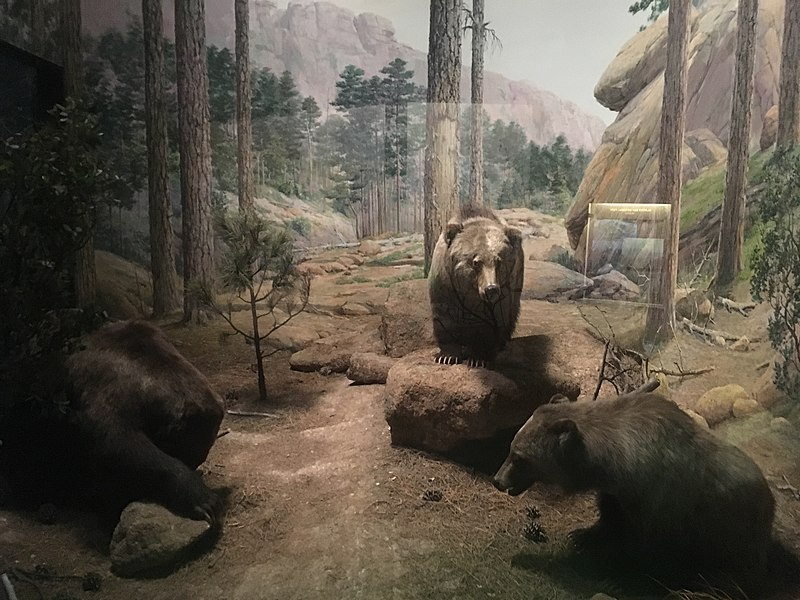
†Ursus arctos nelsoni — Urso-cinzento-mexicano
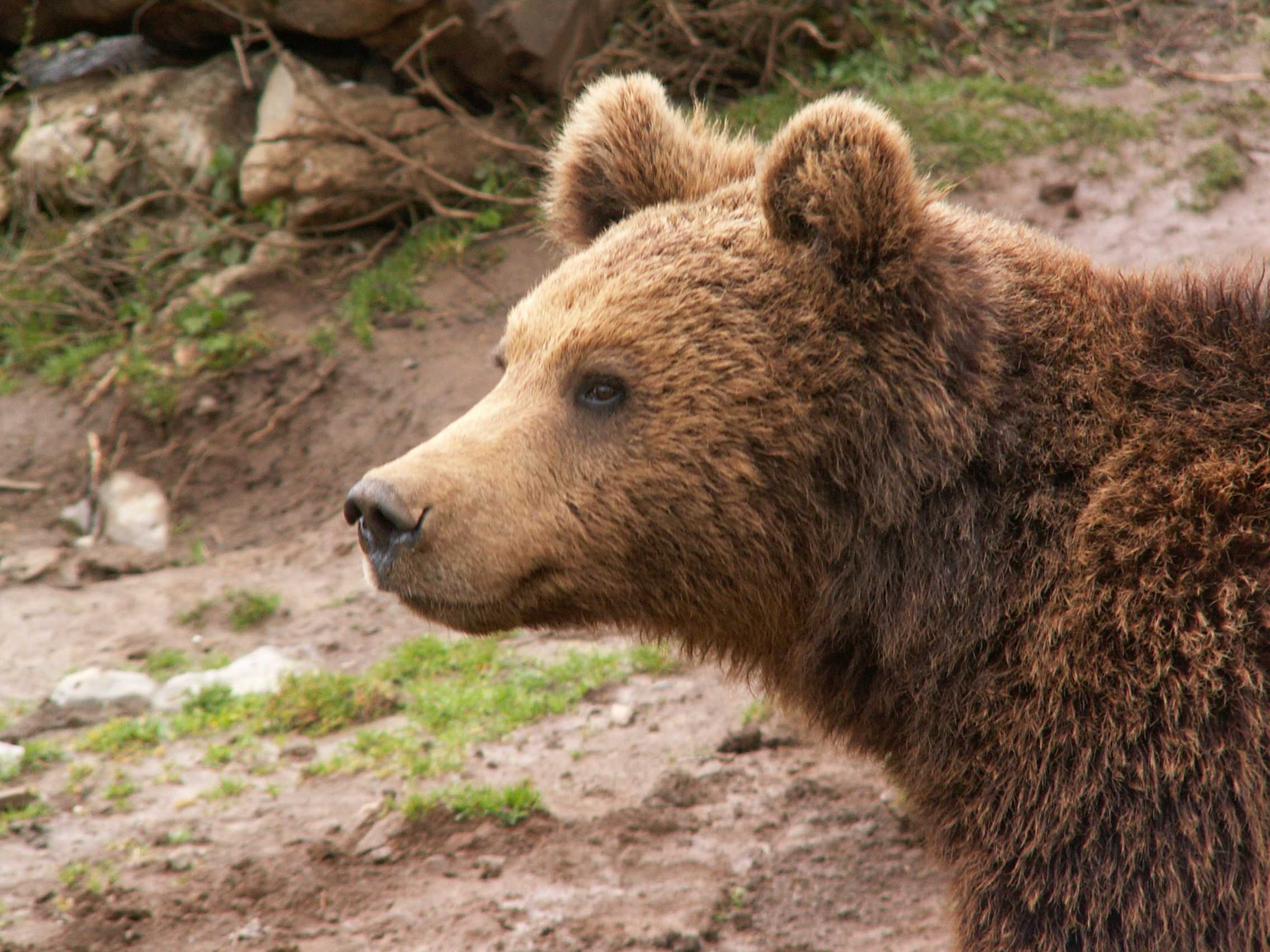
†Ursus arctos priscus — Urso-pardo-da-estepe
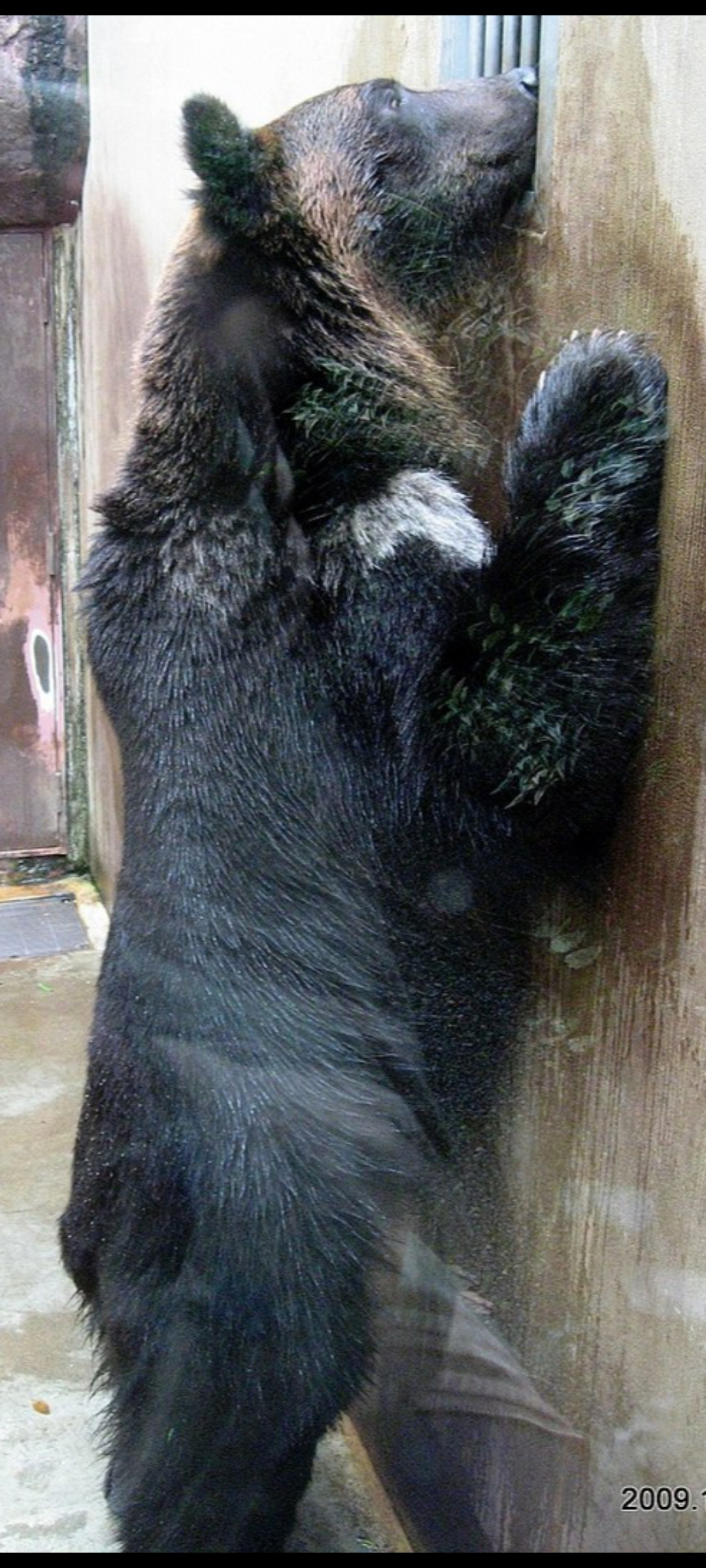
Ursus arctos pruinosus — Urso-azul-tibetano
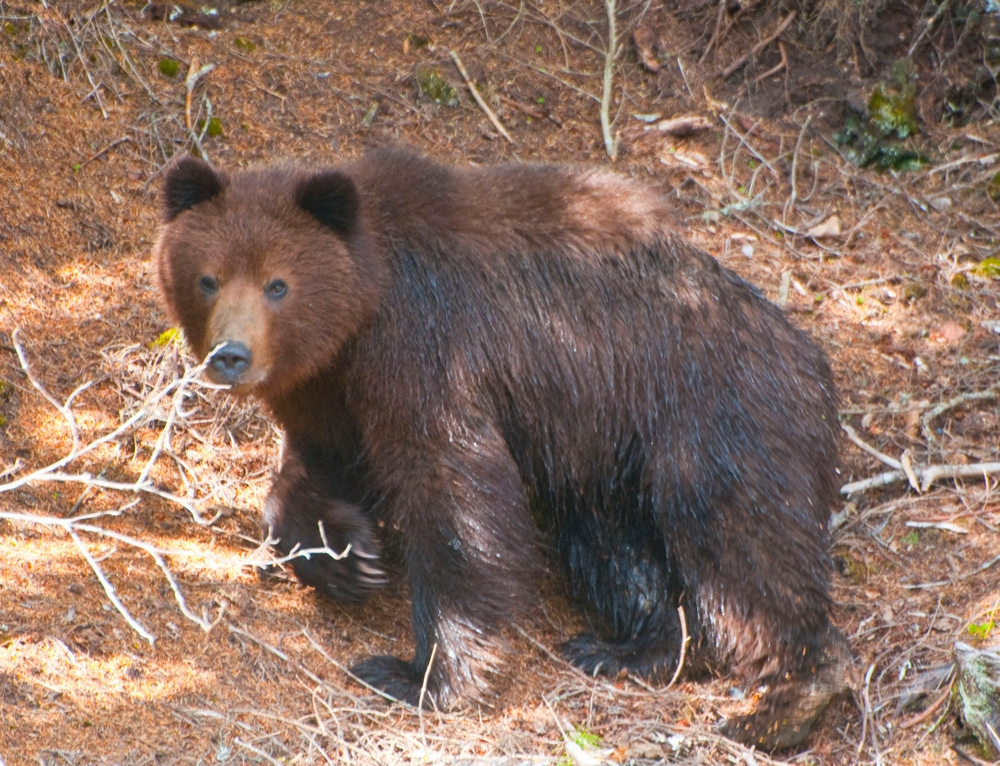
Ursus arctos sitkensis — Urso-pardo-de-sitka
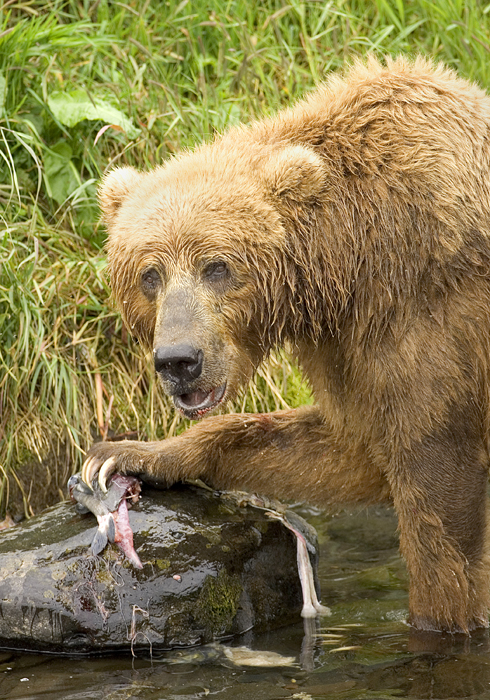
Ursus arctos stikeenensis — Urso-pardo-de-stickeen
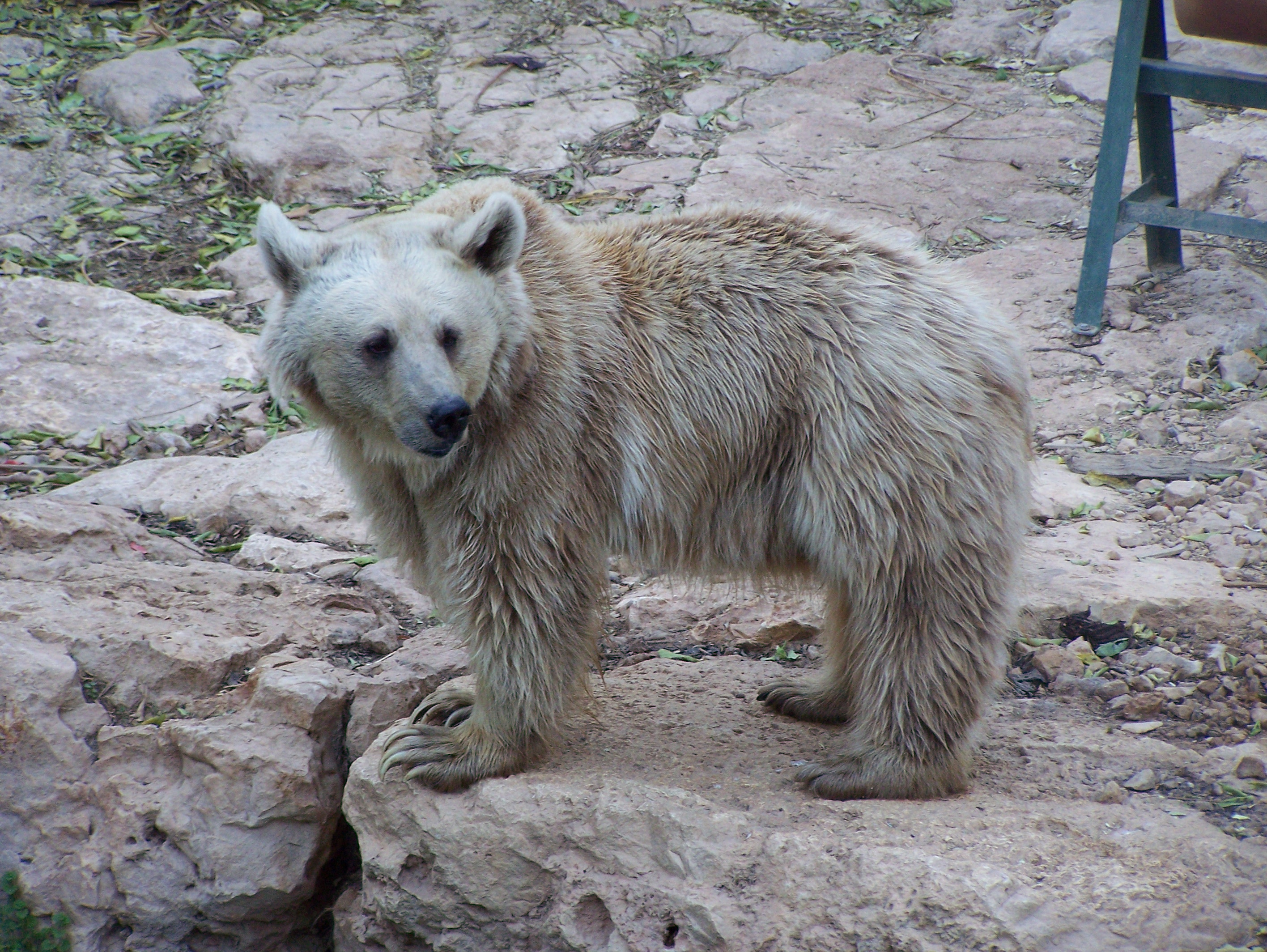
Ursus arctos syriacus — Urso-siríaco
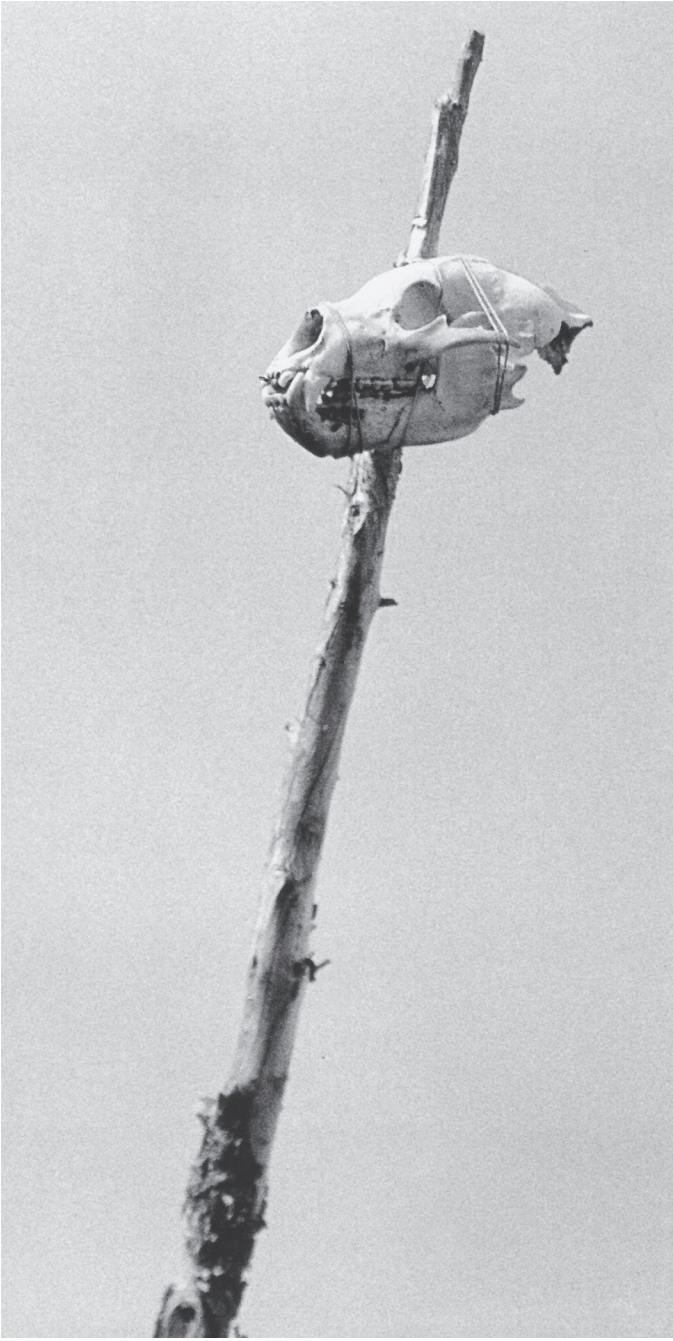
†Ursus arctos ungavaesis — urso-pardo-de-ungava
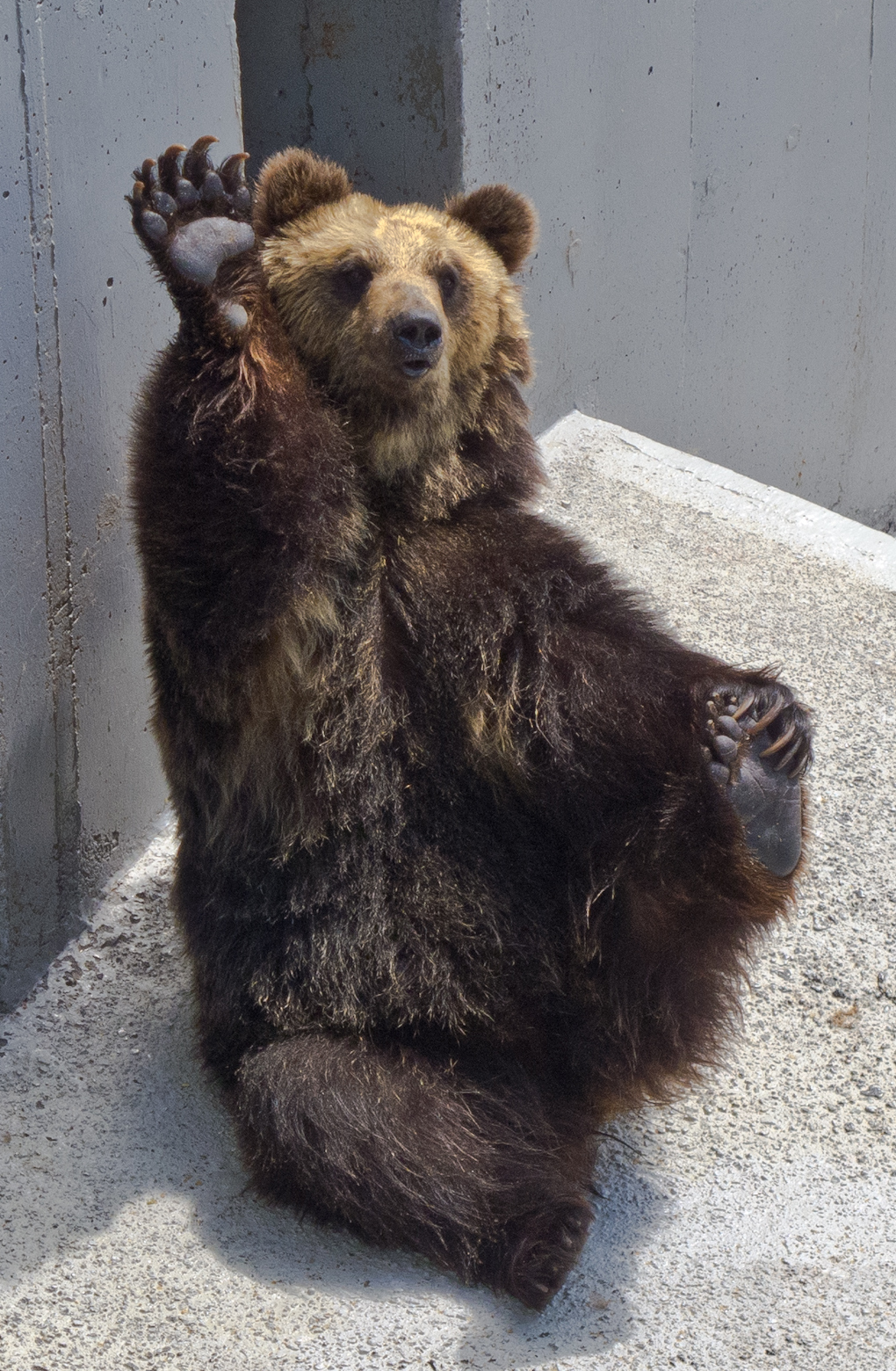
Ursus arctos yesoensis — Urso-pardo-de-hokkaido
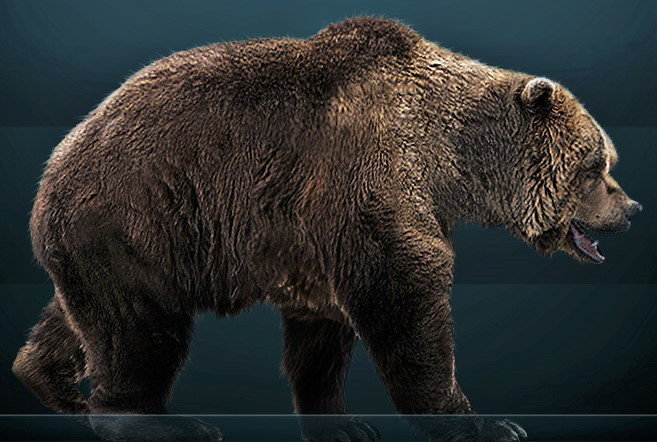
†Ursus arctos spelaeus — Urso das cavernas
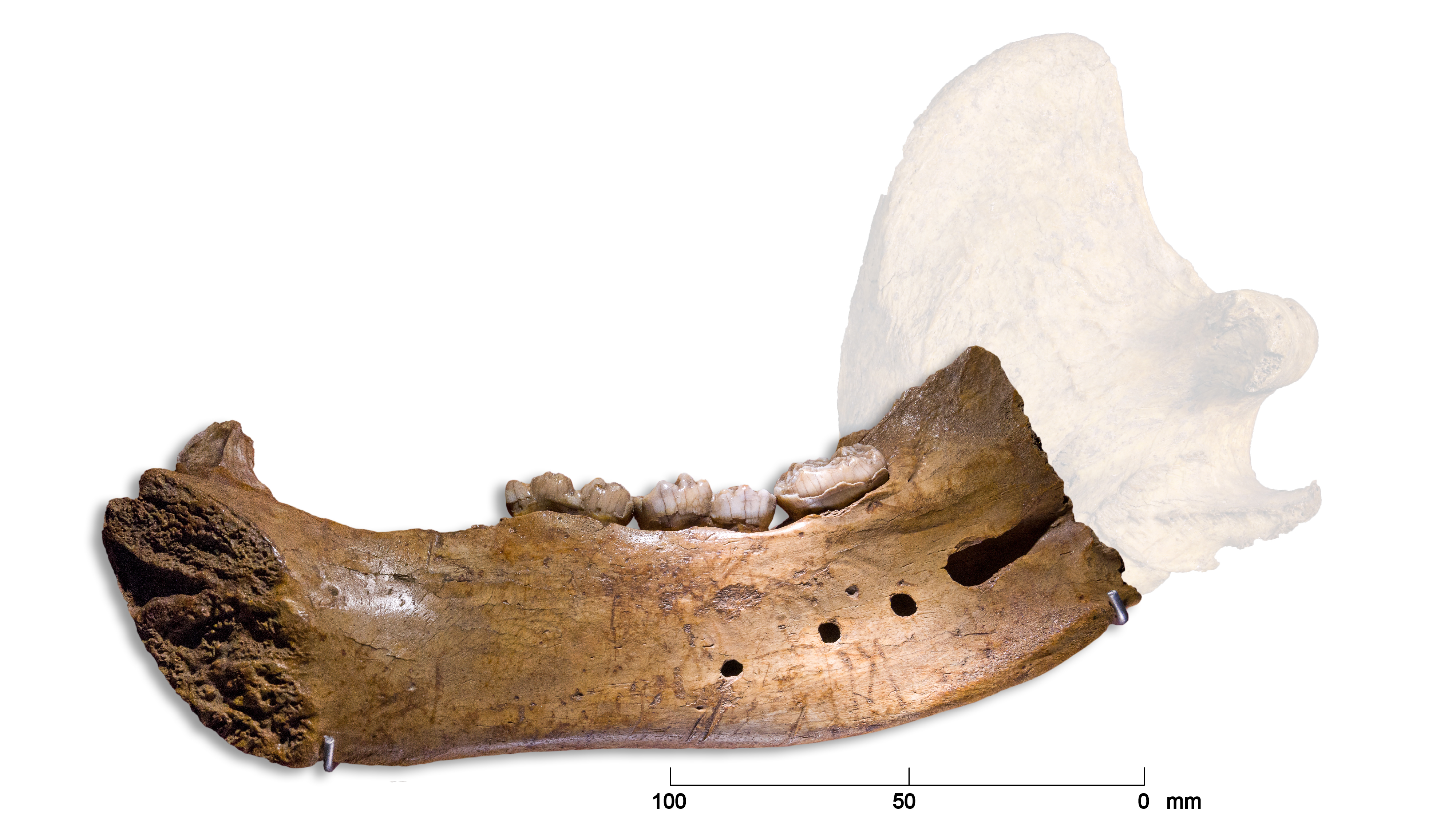
†Ursus arctos ingressus — Urso das cavernas de Gamssulzen

- Ursus arctos arctos — Urso-pardo-europeu
- Ursus arctos alascensis — Urso-pardo-do-alasca
- Ursus arctos beringianus — Urso-pardo-de-kamchatka
- †Ursus arctos californicus — Urso-dourado-da-califórnia
- Ursus arctos collaris — Urso-pardo-siberiano
- †Ursus arctos crowtheri — Urso-do-atlas
- Ursus arctos dalli — Urso-pardo-de-dall
- Ursus arctos gobiensis — Urso-de-gobi
- Ursus arctos gyas — Urso-pardo-da-península-do-alasca
- Ursus arctos horribilis — Urso-cinzento ou urso-grizzly
- Ursus arctos isabellinus — Urso-pardo-do-himalaia
- Ursus arctos lasiotus — Urso-pardo-de-ussuri
- Ursus arctos marsicanus — Urso-marsicano
- Ursus arctos middlendorffi — Urso-de-kodiak
- †Ursus arctos nelsoni — Urso-cinzento-mexicano
- †Ursus arctos priscus — Urso-pardo-da-estepe
- Ursus arctos pruinosus — Urso-azul-tibetano
- Ursus arctos pyrenaicus — Urso-pardo-ibérico
- Ursus arctos sitkensis — Urso-pardo-de-sitka
- Ursus arctos stikeenensis — Urso-pardo-de-stickeen
- Ursus arctos syriacus — Urso-siríaco
- †Ursus arctos ungavaesis — urso-pardo-de-ungava
- Ursus arctos yesoensis — Urso-pardo-de-hokkaido
- †Ursus arctos spelaeus — Urso das cavernas
- †Ursus arctos ingressus — Urso das cavernas de Gamssulzen